# Phelsuma mutabilis
Phelsuma mutabilis (Grandidier, 1869) è un piccolo sauro della famiglia Gekkonidae, endemico del Madagascar.

## Descrizione
Questo geco può raggiungere la lunghezza di 11 cm.

## Biologia
È una specie ovipara.

## Conservazione
La IUCN Red List classifica P. mutabilis come specie a rischio minimo (Least Concern).
La specie è inserita nella Appendice II della Convention on International Trade of Endangered Species (CITES).